# ʙ
Cette page contient des caractères spéciaux ou non latins. S’ils s’affichent mal (▯, ?, etc.), consultez la page d’aide Unicode.
ʙ, appelé petite capitale B, est une lettre additionnelle de l’écriture latine qui est utilisée dans certaines transcriptions phonétiques dont l’alphabet phonétique international et l’alphabet phonétique ouralien et a été utilisée dans le Premier traité grammatical islandais au Moyen Âge.

## Utilisation
Au Moyen Âge, l’auteur du Premier traité grammatical islandais a utilisé ‹ ʙ › pour transcrire le b géminé.
Dans l’alphabet phonétique international, /ʙ/ représente une consonne roulée bilabiale voisée. Le symbole est adopté à la suite de la convention de Kiel de 1989.
David Crystal utilise la petite capitale b en exposant, dans une variante de l’alphabet phonétique international, pour une consonne occlusive linguo-labiale voisée dans la Cambridge encyclopedia of language.
Dans l’alphabet phonétique ouralien, ‹ ʙ › représente une consonne occlusive bilabiale semi-voisée, notée [₍b̥₎] ou [b̥] avec l’alphabet phonétique international, par opposition à ‹ b › représentant une consonne occlusive bilabiale voisée, [b].

## Représentations informatiques
La petite capitale B peut être représentée avec les caractères Unicode (Alphabet phonétique international) suivants :
| formes    | représentations | chaînes de caractères | points de code | descriptions                              |
| --------- | --------------- | --------------------- | -------------- | ----------------------------------------- |
| minuscule | ʙ               | ʙ                     | U+0299         | lettre minuscule latine petite capitale b |